# Grande Prêmio da França de 2016 (MotoGP)
O Grande Prêmio da MotoGP da França de 2016 ocorreu em 08 de maio.

## Resultados

### Classificação MotoGP
| Pos | Piloto           | Equipe                      | Moto    | Tempo     | Pontos |
| --- | ---------------- | --------------------------- | ------- | --------- | ------ |
| 1   | Jorge Lorenzo    | Movistar Yamaha MotoGP      | Yamaha  | 43'51.290 | 25     |
| 2   | Valentino Rossi  | Movistar Yamaha MotoGP      | Yamaha  | +10.654   | 20     |
| 3   | Maverick Viñales | Team SUZUKI ECSTAR          | Suzuki  | +14.177   | 16     |
| 4   | Dani Pedrosa     | Repsol Honda Team           | Honda   | +18.719   | 13     |
| 5   | Pol Espargaro    | Monster Yamaha Tech 3       | Yamaha  | +24.931   | 11     |
| 6   | Aleix Espargaro  | Team SUZUKI ECSTAR          | Suzuki  | +32.921   | 10     |
| 7   | Danilo Petrucci  | OCTO Pramac Yakhnich        | Ducati  | +38.251   | 9      |
| 8   | Hector Barbera   | Avintia Racing              | Ducati  | +38.504   | 8      |
| 9   | Alvaro Bautista  | Aprilia Racing Team Gresini | Aprilia | +48.536   | 7      |
| 10  | Stefan Bradl     | Aprilia Racing Team Gresini | Aprilia | +54.502   | 6      |
| 11  | Eugene Laverty   | Aspar Team MotoGP           | Ducati  | +1'02.677 | 5      |
| 12  | Loris Baz        | Avintia Racing              | Ducati  | +1'07.658 | 4      |
| 13  | Marc Marquez     | Repsol Honda Team           | Honda   | 1 volta   | 3      |

### Classificação Moto2
| Pos | Piloto              | Equipe                        | Moto     | Tempo     | Pontos |
| --- | ------------------- | ----------------------------- | -------- | --------- | ------ |
| 1   | Alex Rins           | Paginas Amarillas HP 40       | Kalex    | 42'27.312 | 25     |
| 2   | Simone Corsi        | Speed Up Racing               | Speed Up | +1.802    | 20     |
| 3   | Thomas Luthi        | Garage Plus Interwetten       | Kalex    | +4.608    | 16     |
| 4   | Franco Morbidelli   | Estrella Galicia 0,0 Marc VDS | Kalex    | +9.148    | 13     |
| 5   | Takaaki Nakagami    | IDEMITSU Honda Team Asia      | Kalex    | +9.828    | 11     |
| 6   | Sam Lowes           | Federal Oil Gresini Moto2     | Kalex    | +10.626   | 10     |
| 7   | Axel Pons           | AGR Team                      | Kalex    | +25.477   | 9      |
| 8   | Hafizh Syahrin      | Petronas Raceline Malaysia    | Kalex    | +25.961   | 8      |
| 9   | Miguel Oliveira     | Leopard Racing                | Kalex    | +29.481   | 7      |
| 10  | Luis Salom          | SAG Team                      | Kalex    | +29.368   | 6      |
| 11  | Xavier Simeon       | QMMF Racing Team              | Speed Up | +29.573   | 5      |
| 12  | Luca Marini         | Forward Team                  | Kalex    | +29.773   | 4      |
| 13  | Dominique Aegerter  | CarXpert Interwetten          | Kalex    | +30.183   | 3      |
| 14  | Marcel Schrotter    | AGR Team                      | Kalex    | +30.244   | 2      |
| 15  | Xavi Vierge         | Tech 3 Racing                 | Tech 3   | +36.538   | 1      |
| 16  | Mattia Pasini       | Italtrans Racing Team         | Kalex    | +38.602   | 0      |
| 17  | Lorenzo Baldassarri | Forward Team                  | Kalex    | +44.911   | 0      |
| 18  | Robin Mulhauser     | CarXpert Interwetten          | Kalex    | +45.297   | 0      |
| 19  | Danny Kent          | Leopard Racing                | Kalex    | +45.755   | 0      |
| 20  | Isaac Viñales       | Tech 3 Racing                 | Tech 3   | +50.278   | 0      |
| 21  | Ratthapark Wilairot | IDEMITSU Honda Team Asia      | Kalex    | +55.773   | 0      |
| 22  | Alessandro Tonucci  | Tasca Racing Scuderia Moto2   | Kalex    | +1'01.790 | 0      |
| 23  | Jesko Raffin        | Sports-Millions-EMWE-SAG      | Kalex    | +1'02.201 | 0      |
| 24  | Johann Zarco        | Ajo Motorsport                | Kalex    | +1'02.484 | 0      |
| 25  | Danny Eslick        | JPMoto Malaysia               | Suter    | +1'39.502 | 0      |

### Classificação Moto3
| Pos | Piloto                | Equipe                    | Moto     | Tempo     | Pontos |
| --- | --------------------- | ------------------------- | -------- | --------- | ------ |
| 1   | Brad Binder           | Red Bull KTM Ajo          | KTM      | 41'31.041 | 25     |
| 2   | Romano Fenati         | SKY Racing Team VR46      | KTM      | +0.099    | 20     |
| 3   | Jorge Navarro         | Estrella Galicia 0,0      | Honda    | +0.387    | 16     |
| 4   | Aron Canet            | Estrella Galicia 0,0      | Honda    | +1.354    | 13     |
| 5   | Nicolo Bulega         | SKY Racing Team VR46      | KTM      | +7.147    | 11     |
| 6   | Fabio Quartararo      | Leopard Racing            | KTM      | +7.616    | 10     |
| 7   | Andrea Migno          | SKY Racing Team VR46      | KTM      | +8.016    | 9      |
| 8   | Niccolò Antonelli     | Ongetta-Rivacold          | Honda    | +8.457    | 8      |
| 9   | Jakub Kornfeil        | Drive M7 SIC Racing Team  | Honda    | +9.850    | 7      |
| 10  | Andrea Locatelli      | Leopard Racing            | KTM      | +9.926    | 6      |
| 11  | Livio Loi             | RW Racing GP BV           | Honda    | +12.293   | 5      |
| 12  | Francesco Bagnaia     | ASPAR Mahindra Team Moto3 | Mahindra | +13.738   | 4      |
| 13  | Juanfran Guevara      | RBA Racing Team           | KTM      | +13.511   | 3      |
| 14  | Khairul Idham Pawi    | Honda Team Asia           | Honda    | +13.907   | 2      |
| 15  | Tatsuki Suzuki        | CIP-Unicom Starker        | Mahindra | +14.382   | 1      |
| 16  | Bo Bendsneyder        | Red Bull KTM Ajo          | KTM      | +20.915   | 0      |
| 17  | Fabio Di Giannantonio | Gresini Racing Moto3      | Honda    | +21.229   | 0      |
| 18  | Jorge Martin          | ASPAR Mahindra Team Moto3 | Mahindra | +24.091   | 0      |
| 19  | Alexis Masbou         | Peugeot MC Saxoprint      | Peugeot  | +38.782   | 0      |
| 20  | John Mcphee           | Peugeot MC Saxoprint      | Peugeot  | +38.852   | 0      |
| 21  | Maria Herrera         | MH6 Team                  | KTM      | +38.986   | 0      |
| 22  | Stefano Valtulini     | 3570 Team Italia          | Mahindra | +54.550   | 0      |
| 23  | Fabio Spiranelli      | CIP-Unicom Starker        | Mahindra | +1'03.526 | 0      |
| 24  | Lorenzo Petrarca      | 3570 Team Italia          | Mahindra | +1'03.593 | 0      |
| 25  | Joan Mir              | Leopard Racing            | KTM      | +1'05.491 | 0      |